# Legend (John Legend)
Legend è l'ottavo album in studio del cantante statunitense John Legend, pubblicato il 9 settembre 2022.

## Descrizione
Il progetto discografico si compone di due atti, per un complessivo di ventiquattro brani, tra cui undici collaborazioni con artisti provenienti dal panorama R&B/Hip-Hop: Jazmine Sullivan, Rick Ross, Muni Long, Ledisi, Rapsody, Jada Kingdom, Saweetie, Amber Mark, Ty Dolla Sign e J.I.D. Il cantante ha spiegato il significato dell'album intervistato da Billboard:
(John Legend)

## Accoglienza
Claire Shaffer di Pitchfork assegna al progetto 6,7 punti su 10, riscontrando un ritorno al «divertimento» e alla «leggerezza» rispetto ai precedenti album, sostenuta da «l'impressionante rosa di collaboratori, [...] contribuisce a spingere Legend fuori dalla sua zona di comfort, soprattutto per quanto riguarda la voce». La giornalista resta meno impressionata dalla seconda parte dell'album, scrivendo che «sebbene ci siano alcune interessanti scelte di produzione, [...] Legend si sente obbligato a tornare allo stesso suono che ha dato vita ai suoi più grandi successi. È un promemoria del fatto che, a prescindere dalla veste grafica, egli gravita sempre verso il suo fascino principale: una semplicità che può facilmente tradursi in universalismo».
David Smyth di Evening Standard assegna due stelle su cinque, sottolinea che «con 24 canzoni, ma senza grandi sperimentazioni, l'ottavo album in studio dell'americano non è all'altezza del suo nome» trovandolo come «il momento più triste di una raccolta inutilmente lunga che per il resto si limita ai campi ben battuti dell'amore e del sesso».

## Classifiche
| Classifica (2022) | Posizione massima |
| ----------------- | ----------------- |
| Belgio (Fiandre)  | 113               |
| Francia           | 185               |
| Stati Uniti       | 59                |
| Svizzera          | 39                |